# Über die ästhetische Erziehung des Menschen
Über die ästhetische Erziehung des Menschen ist eine 1795 erschienene Abhandlung Friedrich Schillers in Briefform, die sich mit Kants Ästhetik und dem Verlauf der Französischen Revolution auseinandersetzt.
Zunächst wollte Schiller in einem Buch mit dem Titel „Kallias oder Über die Schönheit“ das zentrale Thema Ästhetik bzw. Schönheit bearbeiten und Kants Aussage widerlegen, „Schönheit“ und „Geschmack“ seien subjektiv. Kants Dualismus von intelligibler und empirischer Welt, Vernunft und Sinnlichkeit entspricht Schillers Gegenüberstellung der Begriffe Notwendigkeit und Freiheit, Sinnlichkeit und Vernunft, Einbildungskraft und Erkenntnisvermögen, Willkür und Gesetz sowie Natur und Kultur. Schillers moralphilosophische, anthropologische und geschichtsphilosophische Reflexionen sind am ausführlichsten in den Briefen „Über die ästhetische Erziehung des Menschen“ dargelegt. Er protestiert gegen das Zwangsdiktat der Vernunft der Aufklärung ebenso wie gegen die Willkür der Sinne bzw. der Natur. Dies zeigt seine Auseinandersetzung mit dem Verlauf der Französischen Revolution. Er ist enttäuscht über ihren Ausgang und wendet sich in den Briefen zur ästhetischen Erziehung ebenso gegen die Willkür eines aristokratischen Staates wie gegen die Herrschaft eines Volkes, das politisch dem Anspruch der von der Aufklärung geforderten Vernunft nicht entsprechen konnte. In den Briefen „Über die ästhetische Erziehung des Menschen“ versucht er zu erklären, warum die Französische Revolution gescheitert sei und Frankreich nicht die versprochene Humanität gebracht habe.

## Entstehungs- und Editionsgeschichte
Die Briefe über die ästhetische Erziehung des Menschen gehen zurück auf die Briefe an den Augustenburger Prinzen, die Schiller zwischen Februar und Dezember 1793 verfasste. Nach dem Verlust dieser Briefe beim Brand im Schloss Christiansborg (Kopenhagen) am 26. Februar 1794 machte sich Schiller an eine Neuabfassung, jedoch mit großen Veränderungen gegenüber der ursprünglichen Fassung, von der nur die Abschrift einer Abschrift existiert. Die Briefe 1–9 erschienen im Januar 1795 im ersten Stück der Horen, die Briefe 10–16 im zweiten. Die letzten Briefe (17–27) veröffentlichte Schiller im Juni 1795 im sechsten Stück unter dem Titel Die schmelzende Schönheit.
Schiller plante eine Prachtausgabe für den Augustenburger Prinzen, die jedoch nie entstand. 1801 erschien die Abhandlung Ueber die ästhetische Erziehung des Menschen in einer Reyhe von Briefen in Buchform im dritten Teil der Sammlung Kleinere prosaische Schriften.

## Überblick über die Briefe
|                                                        |
|                                                        |
|                                                        |
| Der erste Brief Schillers als Faksimile aus den Horen. |

### 1. bis 5. Brief
Schiller legt die gelebte Diskrepanz zwischen Natur und Vernunft dar: Auf der einen Seite steht die Natur der meisten Menschen mit dem Bedürfnis nach Befriedigung ihrer Triebe – auf der anderen steht, als Errungenschaft der Kultur, die Vernunft weniger herrschender Menschen, die die eigene Natur und die der anderen Menschen unterwerfen. Natur und Vernunft bilden jeweils einen „Staat der Not“ aus, wenn sie nicht miteinander in Beziehung gesetzt werden.
1. Brief: Einleitend legt Schiller das Thema der Briefe dar, nämlich seine „Untersuchungen über das Schöne und die Kunst“ in Auseinandersetzung mit „Kantianischen Grundsätzen“.

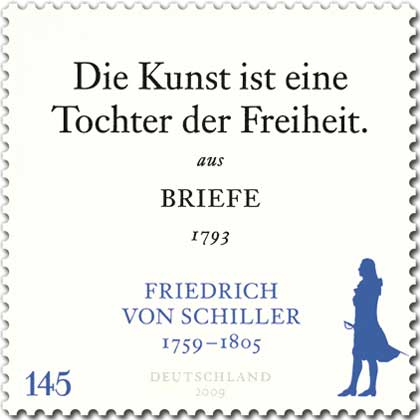
250. Geburtstag von Friedrich Schiller mit einem Zitat aus dem 2. Brief: deutsche Briefmarke von 2009

Im 2. Brief heißt es, dass der Mensch nur durch die Schönheit zur Freiheit gelangen kann.
3. Brief: Eine moralische Kultur lässt sich nicht aufzwingen und auch die Diktatur der Vernunft ist kein Ausweg, denn sie beraubt den Menschen seiner Natur.
4. Brief: Moralische Einförmigkeit und moralische Verwirrung können nur durch die Totalität des Charakters verhindert werden. Die ästhetische Erziehung setzt hier an, indem sie sinnlich und vernünftig zugleich arbeitet. Das heißt, um die Gesellschaft zu verändern, muss man beim Einzelnen ansetzen, um zu einem Übergang zwischen einem repressiven „Staat der Not“ und einem dauerhaften moralischen Staat der Freiheit zu gelangen. Es geht darum, den Charakter zu veredeln, damit der Mensch bereit ist, moralisch zu handeln, und nicht handelt wie ein „Barbar“, dessen Grundsätze seine Gefühle zerstören, oder wie ein „Wilder“, dessen Gefühle seine Grundsätze beherrschen.
5. Brief: Er beklagt sowohl die Unnatur der „zivilisierten Klassen“, die egoistisch ihren Besitz und ihre Rechte verteidigen, als auch die bloße Natur der „niedern und zahlreichen Klassen“, die nur nach ihren rohen gesetzlosen Trieben handeln.

### 6. bis 10. Brief
Schiller setzt sich mit den gesellschaftlichen und kulturellen Gegebenheiten seiner Zeit auseinander und begibt sich auf die Suche nach einem objektiven Schönheitsbegriff, um zu klären, auf welche Weise Schönheit eine notwendige Bedingung für Freiheit sein kann.
6. Brief: Die Einheit der „Sinne“ mit dem „Geist“ der antiken Griechen hat sich durch den Fortschritt der Wissenschaft und der Staatsordnung weiterentwickelt zu Lasten des einzelnen Individuums, das nur noch einen Teil seiner Anlagen entfalten kann. Die Trennung von einzelnen Wissenschaften, von Kirche und Staat, von Gesetzen und Sitten auf gesellschaftlicher Ebene entfremden den Menschen durch Arbeitsteilung und Spezialisierung; die Aufteilung in Stände entfremden ihn von der in ihm angelegten Harmonie, der Einheit zwischen Körper und Geist. Der Mensch wird „zu einem Abdruck seines Geschäfts, seiner Wissenschaft“. Der Theoretiker hat ein „kaltes Herz“, weil er das Ganze zergliedert und damit der emotionalen Wirkung beraubt wird, während der Geschäftsmann ein „enges Herz“ hat, weil er über seinen Horizont nicht hinausschauen und das Ganze nicht sehen kann. Der Fortschritt darf nicht zu Lasten des Einzelnen gehen.
7. Brief: Die individuellen Nachteile der gesellschaftlichen Entwicklungen lassen sich aber nicht einfach auflösen, sondern bedeuten Entwicklung und sind „eine Aufgabe für mehr als ein Jahrhundert“.
8. Brief: Vernunft als Errungenschaft der Aufklärung hat sich von den Täuschungen der Sinne befreit, die Philosophie als Erkenntniswissenschaft im Zeitalter der Aufklärung aber weist den Weg zur Natur zurück. „Sapere aude“ (lat.; „Habe Mut, Dich Deines eigenen Verstandes zu bedienen!“; wörtl.: „Wage, zu wissen!“) ist der Weg, der gegangen werden muss. Dem arbeitenden Volk fehlt aber die „Energie des Muths“, da es durch den Kampf mit der Not zu müde ist, während Staat und Priestertum ihre Macht nicht aufgeben wollen. Eine Aufklärung des Verstandes muss danach bewertet werden, wie sie den Charakter formt. Sie geht auch umgekehrt vom Charakter aus, „weil der Weg zu dem Kopf durch das Herz muss geöffnet werden.“
9. Brief: Eine Verbesserung der politischen Verhältnisse kann nur von der „Veredelung des Charakters“ ausgehen. Schiller stellt sich die Frage, wie sich dies unter einer barbarischen Staatsverfassung entwickeln kann. „Dieses Werkzeug ist die schöne Kunst“, denn sie ist, wie die Wissenschaft, immun gegen „die Willkühr der Menschen“. Der Mensch kann zwar die Bedingungen für deren Ausübung einschränken, aber nicht ihre Inhalte und Ziele bestimmen: „Wahrheit und Schönheit“. Der Künstler darf nicht selbst zum Opfer seiner Zeit werden, sondern muss dem Idealismus seines Herzens folgen und „standhaften Muth“ beweisen; so gibt er „die Richtung zum Guten“ vor. Dann „wird der ruhige Rhythmus der Zeit die Entwicklung bringen“, die notwendig ist für einen gelebten Humanismus.
10. Brief: Er wendet sich gegen repräsentative und zweckgebundene Kunst, da sie nicht mehr der Wahrheit verpflichtet ist. In seinem Zeitalter wandelt der Mensch auf beiden Abwegen, „hier der Rohigkeit“ der niederen Klassen, „dort der Erschlaffung und Verkehrtheit“ der zivilisierten Klassen, entgegen seiner eigentlichen Bestimmung. Die Schönheit soll den Menschen aus dieser „doppelten Verirrung“ herausholen, auf welche Weise wird an dieser Stelle nicht beantwortet. Die Behauptungen von Schillers Zeitgenossen, dass die Verfeinerung der Sitten, als Folge eines entwickelten Gefühls für Schönheit, Liberalität zur Folge habe, widerlegt Schiller anhand von Beispielen antiker Völker und neuerer Nationen, bei denen „die Schönheit nur auf den Untergang heroischer Tugenden ihre Herrschaft gründet“ und sich aus dem Verlust von politischer Freiheit entwickelt hat. Im Folgenden stellt er den Begriff der Schönheit in Frage, denn die erfahrbare Schönheit scheint nicht die gewünschten Folgen zu haben, und folgert, dass es eine Schönheit geben müsse, die nicht auf Erfahrung beruht, sondern sich „als notwendige Bedingung der Menschheit aufzeigen“ lässt.

### 11. bis 16. Brief
Schiller entwickelt hier das Schönheitsideal als Humanitätsideal. Beide Grundtriebe, Affektionalität und Rationalität müssen akzeptiert werden, da sie für den Menschen grundlegend sind. Notwendig ist ein „Spieltrieb“, der als „lebende Gestalt“ im ästhetischen „Spiel“ triebbefriedigende „Glückseligkeit“ und moralische „Vollkommenheit“ miteinander vereint (vgl. Noetzel 1992, S. 63 f.). Das ästhetische Spiel macht den Menschen erst zum humanen Menschen. Die „lebende Gestalt“ ist das „Idealschöne“, die Schönheit im weiteren Sinne, die nicht auf Erfahrung beruht, und unterscheidet die erfahrbare Schönheit in die „schmelzende Schönheit“, die Schönheit im engeren Sinne, und die „energische Schönheit“, die den beiden Grundtrieben „sinnlicher Trieb“ und „Formtrieb“ Kraft verleiht.
Im 11. Brief greift Schiller seine Gedanken über das Wesen des Menschen wieder auf und beschreibt es als System von „Person“ bzw. Persönlichkeit, Geist, Bleibendem und „Zustand“ bzw. Veränderung, Materie, Wechselndem. Die Zeit ist die Bedingung, durch die die beharrliche Materie einen jeden möglichen Zustand ausbilden kann. Das Erreichen von allen möglichen Zuständen ist die „Anlage zu der Gottheit“ im Menschen und der Weg dahin führt über die „Sinne“, wenn der Mensch auch nie gottgleich werden kann. Die Sinne als Anlage der Materie, ohne die der Mensch „bloß Form“ ist, bildet die Voraussetzung für die Vereinigung von Materie und Geist. Um sich von der Natur abzuheben, muss der Mensch seinem Körper Geist verleihen und dem Geist über seine Sinnesanlage „Wirklichkeit“ geben und damit im Körper verankern. Er muss das Innere veräußern – „absolute Realität“ – und das Äußere formen – „absolute Formalität“.
12. Brief: Zur Erfüllung dieser Aufgabe sind im Menschen zwei Grundtriebe angelegt: (a) Der „sinnliche“ Trieb strebt nach Veränderung, ist aber der Materie verhaftet und gibt der Materie im Verlauf der Zeit „Inhalt“. Die mit Inhalt gefüllte Zeit „heißt Empfindung“. (b) Der „Formtrieb“ strebt nach Freiheit vom Körper, Aufheben von Zeit, nach Harmonie und Beständigkeit in der Veränderung, damit der Mensch bzw. die Materie sich bei aller äußerer Veränderung behaupten und Identität behalten kann. Dies geschieht, indem der „Formtrieb“ der Empfindung Gesetzmäßigkeit („Wahrheit“ und „Recht“) verleiht.
13. Brief: Die Aufgabe der Kultur ist es, zwischen beiden Trieben zu vermitteln durch Ausbildung des „Gefühlsvermögens“ und ebenso des „Vernunftvermögens“. Dies muss möglichst vielfältig geschehen, damit die Person einerseits größtmögliche Selbstständigkeit und ebenso Freiheit erhält. Keiner der beiden Grundtriebe darf überwiegen, weil sie sich gegenseitig bedingen. Überwiegt ein Trieb, so macht er den anderen zunichte und der Mensch ist nicht mehr vollständig im Sinne Schillers.
14. Brief: Die Balance zwischen beiden Trieben macht es dem Menschen möglich, seine „Bestimmung“ zu erfahren. Der Mensch wird „zum Symbol ausgeführter Bestimmung“. Der „Spieltrieb“ ist der verbindende Trieb, indem er die Empfindung und das Leiden des „sinnlichen Triebs“ und die Selbsttätigkeit und Freiheit des „Formtriebs“ gebraucht.
15. Brief: Der „Spieltrieb“ lässt sich als „lebende Gestalt“ bezeichnen, als Symbiose von „sinnlichem Trieb“ bzw. „Leben“ und „Formtrieb“ bzw. „Gestalt“. Diese „lebende Gestalt“ meint „Schönheit“ in „weitester Bedeutung“. Die ästhetische Kunst ist das Objekt des „Spieltriebs“. Differenziert wird hier das „bloße Spiel“, der Erfahrungsbegriff des Spiels, vom ästhetischen Spiel. „Der Mensch spielt nur, wo er in voller Bedeutung des Wortes Mensch ist, und er ist nur da ganz Mensch, wo er spielt.“ Der Mensch erfährt in dem Zustand des ästhetischen Spiels den „Zustand der höchsten Ruhe und der höchsten Bewegung“, das persönliche Glück.
16. Brief: Schiller differenziert hier den Schönheitsbegriff und stellt der Schönheit der „Erfahrung“ aus dem 10. Brief das „Idealschöne“ gegenüber. Das „Idealschöne“ kann auf zwei verschiedene Weisen wirken. Es kann zum einen die Spannung zwischen dem „Formtrieb“ und dem „sinnlichen Trieb“ auflösen und zum anderen „anspannen“, um sie in ihrer jeweiligen Kraft zu erhalten. Die Schönheit der „Erfahrung“ dagegen teilt sich in die „schmelzende Schönheit“, die Schönheit im engeren Sinne, die die Grundtriebe vereint, und die „energische Schönheit“, die die Kraft der beiden Grundtriebe stabilisiert. Die energische Schönheit ist es, die die „civilisierten Klassen“ vor ihrem Sittenverfall, der sinkenden Kraft des „Formtriebs“, bewahren kann. Doch beide müssen gleichermaßen wechselseitig wirken, denn wenn die „schmelzende Schönheit“ überwiegt, drohen „Weichlichkeit und Entnervung“, überwiegt die „energische Schönheit“, drohen „Wildheit und Härte“.

### 17. bis 23. Brief
Schiller entfaltet hier seine Theorie des ästhetischen Zustands. Der reale Mensch seiner Zeit erreicht diesen aber nie vollständig, denn es mangelt ihm entweder an „Harmonie“ oder an „Energie“. Der ästhetische Zustand liegt genau dazwischen und verschmilzt „Leiden“ und „Tätigkeit“, „Empfinden“ und „Denken“. Erziehung des Menschen kann durch die „schmelzende Schönheit“ erreicht werden, bevor der Mensch die Vernunft seine Handlungen leiten lässt. Damit erlebt der heranwachsende Mensch den „Null“-Zustand, in dem sowohl Sinnlichkeit als auch Vernunft gleichermaßen wirken. Auf diese Weise kann Schillers politische Utopie eingeleitet werden (vgl. Noetzel 1992, S. 65 f.).
17. Brief: Durch „Schönheit“ kann in dem „angespannten Menschen“ die „Harmonie“ wiederhergestellt werden und in dem „abgespannten“ die „Energie“. Der jeweils „eingeschränkte Zustand“ wird auf einen „absoluten“, ästhetischen Zustand zurückgeführt, in dem der Mensch in Einheit mit seiner Natur und so ein „vollendetes Ganzes“ ist. Freiheit kann nur auf diese Weise erfahren werden. Überwiegt einer der beiden Grundtriebe, befindet sich der Mensch in einem Zwangszustand, dem „Zwange der Empfindungen“ oder „dem Zwange von Begriffen“.
18. Brief: „Durch die Schönheit wird der sinnliche Mensch zur Form und zum Denken geleitet; durch die Schönheit wird der geistige Mensch zur Materie zurückgeführt und der Sinnenwelt wiedergegeben“. Also muss es einen „mittleren Zustand“ geben, in dem beides real werden kann. Die beiden Grundzustände „Leiden“ bzw. „Empfinden“ und „Thätigkeit“ bzw. „Denken“ stehen sich grundsätzlich entgegen und können durch die „Schönheit“ nur verbunden werden, indem sie vereinigt und zu einem Ganzen werden. Der Mensch wird damit zu einer „reinen ästhetischen Einheit“.
19. Brief: Zwischen den Zuständen „Empfinden“ und „Denken“ besteht eine unendliche Kluft. Die Schönheit füllt diese Kluft nicht aus, sondern ermöglicht einen Übergang. Sie verschafft den „Denkkräften“ die Freiheit, sich gemäß ihren eigenen Gesetzen zu äußern, und kann den Menschen von seinen Beschränkungen befreien. Die Macht des Geistes kann zwar selbst nicht beschränkt werden, doch er bekommt erst durch das Leiden den Antrieb, tätig zu werden, und ist damit an die Materie, den „Stoff“, gebunden.
20. Brief: Freiheit kann erst erfolgen, wenn beide Grundtriebe beim Menschen vollständig entwickelt sind. Der Mensch beginnt sein Leben mit dem „sinnlichen Trieb“, noch bevor er seine „Persönlichkeit“ entwickelt hat. Jedoch läuft der Mensch Gefahr, über diesen Zustand nicht hinaus zu gelangen. Zuerst muss der Mensch auf einen Nullpunkt der Bestimmung, einen Zustand der „Bestimmungslosigkeit“, kommen, damit er einen „mittleren“, den „ästhetischen“ Zustand erreichen kann, in dem der „sinnliche Trieb“ nicht so dominant ist, dass sich der Geist nicht entwickeln kann.
21. Brief: Der Mensch muss sich sowohl von der Bestimmung des Körpers als auch von der des Geistes lösen, um einen Zustand der „Bestimmungslosigkeit“ zu erreichen, in dem die Bestimmung nicht festgelegt ist. Dieser „Null“-Zustand macht den Menschen in neuer Weise bestimmbar, in einer „ästhetischen Bestimmbarkeit“. Die „leere Unendlichkeit“ des „Null“-Zustands, der nicht nur durch Willen, sondern auch durch Mangel herbeigeführt sein kann, wird zu einer „erfüllten Unendlichkeit“ im „ästhetischen“ Zustand. Schönheit bzw. „ästhetische Kultur“ ist nicht zweckgebunden, findet keine Wahrheiten oder erfüllt Pflichten, verhilft dem Menschen aber zu Würde, die es ihm ermöglicht, persönliche Freiheit zu erlangen. Dies ist das höchste Gut, das Menschen widerfahren kann.
22. Brief: Im ästhetischen Zustand ist es dem Menschen ein Leichtes, von „Ruhe zur Bewegung“, vom „Ernst zum Spiele“, von „Nachgiebigkeit zum Widerstand“, von „abstraktem Denken“ zur „Anschauung“ zu wechseln, da er im Zustand „Null“ weder vom einen noch vom anderen eingenommen ist. Dies ist ein Idealzustand, da der Mensch nie aus der Abhängigkeit seiner Kräfte treten kann, jedoch kann der Mensch eine größtmögliche Annäherung erfahren. Diese soll durch die Wirkung echter Kunst geschehen. An deren Wirkung soll der Mensch prüfen können, ob sie echt ist, und ihn durch ihren „Genuss“ in einen ästhetischen Zustand bringt. Doch der Mensch muss auch fähig sein, sie zu empfinden. Dafür muss die Kunst zuerst den „Stoff“ des Menschen ansprechen, damit dieser bereit ist, sich darauf einzulassen, und kann dann auf die „Form“ einwirken.
23. Brief: Ästhetische Erziehung ist die Voraussetzung, um „den sinnlichen Menschen vernünftig zu machen“. Der Charakter des Menschen wird so weit „veredelt“, dass sich die Vernunft und damit die Freiheit von alleine entwickelt. Ist dies geschehen, so werden Harmonie und das Wohl der Allgemeinheit der „edeln Seele“ ein Bedürfnis statt „Pflicht“ und Ausdruck ihrer „Würde“.

### 24. bis 27. Brief
Die Entwicklungsperspektive des ästhetischen Zustands liegt in der Aufhebung der inneren Naturgewalt des Menschen und schafft die lebenspraktischen Voraussetzungen für die Anwendung moralischer Prinzipien. Schiller entwickelt die Idee vom ästhetischen Staat, in dem der „schöne Umgang“ und der „schöne Ton“ als kommunikative Voraussetzung gelebt werden und in dem der moralische Staat aufgeht, weil das Individuum motiviert ist, moralisch zu handeln, und das Allgemeinwohl zu seinem inneren Bedürfnis geworden ist (vgl. Noetzel 1992, S. 66 f.).
24. Brief: Schiller benennt drei aufeinanderfolgende Stufen der menschlichen Entwicklung: (a) den „physischen Zustand“, in dem er der Macht der Natur ausgeliefert ist, (b) den „ästhetischen Zustand“, in dem er frei von der Macht der Natur ist, und (c) den „moralischen Zustand“, in dem er die Natur beherrscht. Der Mensch muss seinem „tierischen Zustand“ entfliehen auf seinem Weg zur „Glückseligkeit“, aber auch das erste Erscheinen von Vernunft reicht noch nicht aus, denn eine schwach ausgeprägte Vernunft lässt sich leicht durch das Sinnliche täuschen, das keinen anderen Grund für das Handeln als „ihren Vorteil“ kennt. Diese „sinnliche Selbstliebe“ muss im Laufe des Heranwachsens des Menschen überwunden werden, da kein moralisches Handeln zum Wohle aller daraus entstehen kann. Er greift die Religion an, die die Vernunft aushebelt und damit die im Menschen veranlagte Göttlichkeit und „ideale Bestimmung“ verwirft, denn Gott ist ein „heiliges“, nicht nur ein „mächtiges Wesen“. Gottverehrung muss auf einer den Menschen erhöhenden Ehrfurcht beruhen statt auf einer den Menschen erniedrigenden Furcht.
25. Brief: Erst in dem ästhetischen Zustand erhebt sich der Mensch von der Natur und unterscheidet sich von ihr. Die „Reflexion“ ist das erste Mittel dazu. Es wird quasi „Licht“ in dem Menschen. Seine naiven Gottesvorstellungen verlieren sich durch das Erkennen von Gesetzmäßigkeiten. Ihm ist es nunmehr möglich selbst zu gestalten. Schiller kehrt wieder zum Begriff der Schönheit zurück, denn der Sprung vom physischen in den ästhetischen Zustand liegt nicht in der menschlichen Natur. „Schönheit ist [...] das Werk der freien Betrachtung.“ Die Betrachtung geschieht über die Sinnesorgane, ist aber gleichzeitig der Eintritt zur „Welt der Ideen“. Umgekehrt kann die Geistesleistung, das Erkennen der „Wahrheit“, über die Gedanken Empfindungen im Menschen auslösen. Die „Wahrheit“ bleibt „Wahrheit“, auch wenn die Empfindungen nicht angeregt werden, jedoch wäre dann das Empfinden von „Schönheit“ nicht möglich, denn die Bedingung für das Erkennen von Schönheit ist die Empfindung. Demnach ist die Schönheit gleichzeitig „unser Zustand und unsere Tat“ und durch die Schönheit lassen sich beide Naturen „Vernunft“ und „Sinne“ miteinander vereinbaren. Da sich der Mensch in diesem „schönen“ Zustand in einem Zustand der Freiheit befindet und der Freiheitsbegriff an sich „etwas Absolutes und Übersinnliches“ bedeutet, stellt sich die Frage nicht mehr, wie er von dem ästhetischen Zustand zu „Wahrheit“ und moralischem Handeln gelangt, so Schiller.
26. Brief: Ein ästhetischer Zustand ist kaum möglich, wenn der Mensch durch körperliche Not „jeder Erquickung beraubt“ oder durch materiellen Überfluss von „jeder eigenen Anstrengung“ losgesprochen ist, die beiden Triebe sich gegenseitig im Menschen aushebeln. Dort wo die „Tätigkeit zum Genuss“ und „der Genuss zur Tätigkeit führt“, kann sich die schöne „Seele“ entwickeln, die „die Bedingung der Menschheit ist.“ Die Freiheit der schönen Seele zeigt sich im Interesse am „Schein“ (Erscheinung), der ja zweckungebunden ist, so wie Schiller die Kunst und das Schöne sieht. Hierüber entfaltet sich der „Spieltrieb“, der „Gefallen am Schein“ hat und „mit dem Auge genießt“. Je nachdem wie stark die Intention ist, beim Schein zu verweilen, entwickelt sich der „ästhetische Kunsttrieb“ früher oder später. Indem er in der „Kunst des Scheins“ bemüht ist, den Schein von der Wirklichkeit und damit zwangsläufig die Wirklichkeit vom Schein zu befreien, „bewahrt“ er die „Grenzen der Wahrheit“ und „erweitert“ damit das „Reich der Schönheit“. Der Schein ist nur dann „ästhetisch“, wenn er weder Realität vortäuscht noch sie für die Wirkung braucht, sondern „aufrichtig“ und „selbstständig“ ist. Der „schöne“ „Gegenstand“ selbst muss aber nicht ohne „Realität“ sein, denn nur das Urteil darüber darf „keine Rücksicht“ darauf nehmen. „Das Schöne der lebendigen Natur“ muss der Mensch genießen können, ohne es zu „begehren“ und „das Schöne der nachahmenden Kunst“ „bewundern“, „ohne nach einem Zwecke zu fragen“. Dies erfordert jedoch bereits einen „höheren Grad der schönen Kultur“. Ob dies dem Einzelnen oder einer Gruppe von Menschen gelungen ist, lässt sich daran ablesen, dass dann das Ideal über dem wirklichen Leben steht, die Ehre über dem Besitz, der Traum der Unsterblichkeit über der Existenz. Schiller betont an dieser Stelle, dass die Menschen seines Zeitalters noch lange nicht so weit sind.
27. Brief: Um den Menschen so weit zu bringen, dass er nicht mehr „dem Stoff die Gestalt vorzieht“ und den Stoff im „Überfluss“ fordert, um ihn nicht mehr begehren zu müssen, „bedarf es einer Revolution seiner ganzen Empfindungsweise“. Jedoch selbst in der Natur ist das „physische Spiel“ zu beobachten, wenn die körperlichen Triebe gestillt sind, und hier lässt sich das „ästhetische Spiel“ bereits erahnen. Als Teil der Natur ist der Mensch dazu ebenso fähig im „Spiel der freien Ideenfolge“, aber seine „Einbildungskraft“ macht mithilfe des Geistes „im Versuch einer freien Form“ des Spiels „den Sprung zum ästhetischen Spiele“. Er sieht die Menschen seiner Zeit bereits auf einem guten Weg, denn eine Emotionalisierung des Ehe- und Familienklimas ist bereits eingetreten. Menschen heiraten nicht mehr nur aus Lust oder Vernunft, sondern aus Liebe. Dieses Prinzip, Freiheit durch Freiheit zu geben, entwickelt Schiller nun in größerem Stil zu einem „ästhetischen Staat“, in dem der „schöne Umgang“ gelebt wird und das „Ideal der Gleichheit erfüllt“ ist. Der Schönheit wird hier ein „geselliger Charakter“ verliehen, der „Harmonie in die Gesellschaft“ bringt, weil er Harmonie im Individuum erzeugt. Durch gelebte Zuneigung wird im „ästhetischen Staat“ die Leibeigenschaft verschwinden und alle Menschen des Staates werden zu freien Bürgern mit gleichen Rechten.

## Interpretationsrichtungen
Schillers Briefe der ästhetischen Erziehung führen als Frage:
1. nach der Konstitution des Denkens und der Empfindung in die Bewusstseinsphilosophie,
2. nach der Realisierung der politischen Freiheit in die politische Theorie und Soziologie,
3. nach dem Charakter des Schönen und des Erhabenen in die Ästhetik und
4. nach den konstitutiven Kräften und Zielen der menschlichen Entwicklung in die pädagogische Anthropologie.
Sinnlichkeit und Empfindung sind für Schiller mit Passivität, Natur ist mit dem Erleiden von Gewalt verbunden. Die Vernunft bedeutet die kreative Aktivität und die Befreiung von der Natur. Jedoch fürchtet Schiller die Naturkräfte als unberechenbar, chaotisch und willkürlich (vgl. Noetzel 1992, S. 87). Dies lässt sich als persönliche Interpretation der Französischen Revolution verstehen, bei der nach der Ablösung der Herrschaft des Adels durch das Volk ein neuer Terrorzustand einsetzte. Jedoch hatte das Volk den Anspruch, die humanistischen Ideale der Aufklärung – Freiheit, Gleichheit und Brüderlichkeit – umzusetzen. Dass dieses nicht gelungen ist, lag für Schiller in der Natur des Menschen, der durch die zwei Grundtriebe Natur und Vernunft bestimmt ist, die sich grundsätzlich entgegenstehen.
Die Aufgabe der ästhetischen Erziehung bei Schiller lässt sich im Wesentlichen auf zwei Merkmale reduzieren:
- Kunst bzw. ästhetische Erziehung als Erfahrung von persönlichem Glück, das dem Menschen im ästhetischen Spiel widerfährt und
- Kunst bzw. ästhetische Erziehung als gesellschaftsveränderndes Moment, das über die Sensibilisierung des Menschen und die Veredelung seines Charakters geschieht. Diese politische Utopie soll im „ästhetischen“ Staat Ausdruck finden, in der humanistische Ideale gelebt werden.

### Politische Theorie, Soziologie und pädagogische Anthropologie
Die Frage nach der Realisierung der politischen Freiheit und der menschlichen Entwicklung lässt sich wie folgt zusammenfassen:
1. Der „Stofftrieb“ ist beim jungen Menschen zunächst dominant. Er steht für das „Leben“. Der Mensch trifft seine Entscheidungen aufgrund von Gefühlen und Instinkten und handelt rein nach persönlichem Nutzen. Das Recht des Stärksten zählt, jeder ist sich selbst der Nächste. Der Mensch macht sich zum Sklaven seiner Natur, da der Stofftrieb nach Veränderung strebt.
2. Der „Formtrieb“ muss sich erst im Laufe des Lebens entwickeln. Er steht für die Vernunft und ist eine Errungenschaft der Kultur, die den Menschen vom Tier abhebt. Das Handeln des Menschen wird durch Gesetze festgelegt und in Pflichten aufgeteilt, ohne dass Gefühle und Empfindungen berücksichtigt werden. Dies macht den Menschen zum Sklaven seines Verstandes, indem er die Bedürfnisse der physischen Welt ignoriert und dem Verstand unterwirft.
Diese beiden Grundtriebe sind in jedem Menschen vorhanden und müssen ausbalanciert werden, damit der Mensch sich weder durch reine Vernunft leiten lässt, die zur unmoralischen Herrschaft des Adels geführt hat, noch durch seine Gefühle und Instinkte, die die Französische Revolution in die Schreckensherrschaft des Volkes überführte.
Damit der Mensch humanistische Ideale leben kann, müssen alle Menschen miteinbezogen werden, denn der Mensch lebt nicht allein, sondern in einer großen Gemeinschaft. Es müssen beim Einzelnen beide Triebe ins Gleichgewicht gebracht und somit muss sein Charakter veredelt werden. Dies soll die ästhetische Erziehung leisten.
Sie führt den Menschen über seine Sinne, die die Schnittstelle zwischen Körper und Geist bilden, in einen Idealzustand, in dem – was konstitutiv für den Menschen ist – beide Grundtriebe für sich existieren, aber miteinander in Austausch stehen.
Auf diese Weise wird dem Menschen moralisches Handeln zu einem persönlichen Bedürfnis, so Schiller. Der Mensch kann durch ästhetische Erziehung nicht nur persönliches Glück erfahren, sondern auch den Staat zu einem Raum der Freiheit für alle machen, wenn es genügend andere Menschen gibt, die ebenfalls den „ästhetischen“ Zustand erreicht haben. Nur so kann der humane Staat, Schillers „ästhetischer Staat“ entstehen, den die Vertreter der Aufklärung gefordert haben und in dem die humanistischen Ideale – Freiheit, Gleichheit und Brüderlichkeit – gelebt werden.

### Ästhetik
Schiller unterscheidet zwischen dem Idealschönen und dem Realschönen, der Schönheit der Erfahrung, die einander gegenüberstehen. Das Realschöne unterteilt Schiller wiederum in „schmelzende“ und „energische“ Schönheit, die unterschiedliche Aufgaben besitzen. Die „schmelzende“ Schönheit, die Schönheit im engeren Sinn, soll die beiden Grundtriebe des Menschen „Sinnlichkeit“ und „Vernunft“ vereinen, während die „energische“ Schönheit, das Erhabene, diese jeweils stabilisieren soll, wobei beide wechselseitig wirken müssen, damit weder einerseits „Verweichlichung“ noch andererseits „Härte“ entsteht, sondern beides ausgewogen ist (16. Brief).
Die „ideale“ Schönheit ist nicht zweckgebunden, findet keine Wahrheiten oder erfüllt Pflichten (21. Brief). Sie schafft einen Übergang (19. Brief), denn diese Schönheit kann nur mit dem Geist erkannt werden, wenn sie gleichzeitig mit den Sinnen empfunden wird (25. Brief). „Ideale“ Schönheit ist „aufrichtig“ und „selbstständig“, sie täuscht weder Realität vor noch braucht sie diese, um wirken zu können (26. Brief). Sie führt als „ästhetische Kultur“ den Menschen in einen „ästhetischen“ Zustand, einen mittleren Zustand zwischen den beiden Extremen der Grundtriebe (19. Brief), in einen Idealzustand des Menschen, in dem er seine größtmögliche persönliche Freiheit erfährt, da die beiden Grundtriebe „Sinnlichkeit“ und „Vernunft“ ausgewogen sind (16. Brief). Dies ist das höchste Gut, das dem Menschen widerfahren kann (21. Brief), da er weder durch die Natur seiner „Sinnlichkeit“ noch durch die „Vernunft“ unter Zwang gesetzt ist (17. Brief).
Dieser Übergang in den Idealzustand kann nur über das „ästhetische Spiel“ (14. Brief) geschehen und den Genuss von echter Kunst, die weder darstellend noch repräsentativ ist. An der Wirkung der echten Kunst soll der Mensch prüfen können, ob sie echt ist und ihn durch ihren Genuss in einen ästhetischen Zustand bringt. Doch der Mensch muss auch fähig sein, sie zu empfinden (22. Brief).

### Bewusstseinsphilosophie
Die Frage nach dem Wesen des Menschen beantwortet Schiller mit der Dualität von Geist und Materie. Schiller fasst den Menschen als ein duales Wesen auf, das sowohl empfindet als auch denkt. Der Mensch ist sowohl von seiner geistigen als auch sinnlichen Dimension geprägt und beide müssen voneinander unterschieden werden.
Er beschreibt im 11. Brief das Wesen des Menschen als System von „Person“ (Empfindung, Persönlichkeit, Bleibendes) und Zustand (Geist, Veränderung, Denken). Person und Zustand sind grundsätzlich verschieden, da das Dasein endlich ist und nur die „Gottheit“ ewig ist. Der Zustand kann sich nicht auf die Person gründen, denn sonst müsste der Zustand verharren, und die Person nicht auf den Zustand, denn dann müsste sich die Person verändern. Somit ist der Mensch nicht, weil er denkt oder empfindet, umgekehrt denkt und empfindet der Mensch nicht, weil er ist, sondern der Mensch ist, weil er ist, und denkt und empfindet, weil außer dem Menschen noch etwas anderes ist: die Zeit als unabhängige Bedingung aller Existenz und Geschehnisse. Die Zeit als Bedingung alles Werdens ist für Schiller gleichbedeutend mit dem Satz: „Die Folge ist die Bedingung, dass etwas erfolgt“. Ohne die Dimension der Zeit wäre der Geist nur eine Anlage im Mensch, könnte aber „nicht in der Tat existieren“, d. h., dass erst die Wahrnehmung der Veränderung des Zustandes notwendig ist, die im Verlauf der Zeit geschieht. Daraus ergeben sich nach Schiller zwei Anforderungen an den Menschen: dem Körperlichen Ausdruck zu verleihen und seinem Geist Halt und Realität in der körperlichen Verankerung zu geben.
Schiller sieht für diese Verbindung von Körper und Geist im 12. Brief zwei entgegensetzte Kräfte im Menschen angelegt, die er Grundtriebe nennt: den „Sachtrieb“ und den „Formtrieb“. Der „Sachtrieb“ ist dem Körper verhaftet und der Körper ist in ständiger Veränderung im Laufe der Zeit. Die Materie erfüllt quasi die Zeit, indem der Körper empfindet, denn der Zustand der „erfüllten Zeit heißt Empfindung“. Dies macht die Materie erst lebendig und damit existent. Damit fordert der „Sachtrieb“ Veränderung und dass Zeit einen „Inhalt“ hat, denn Empfindung und Bestreben nach Veränderung sind die körperlichen Merkmale des Lebens. Der „Formtrieb“ strebt dagegen nach Freiheit vom Körper, Aufheben von Zeit, aber auch nach Harmonie und Beständigkeit in der Veränderung, damit der Mensch seine materielle Existenz in der zeitlichen Veränderung behaupten und Identität behalten kann (12. Brief). Beide Triebe müssen stark sein, damit der Mensch einerseits eine ausgeprägte Persönlichkeit entwickelt und andererseits vieles versteht und Veränderungen in die Tat umsetzt (13. Brief).
Damit weder der eine Trieb noch der andere überwiegt – die Folgen davon zeigen sich für Schiller im politischen und sozialen Geschehen der Französischen Revolution – oder sogar der eine Trieb den anderen aufhebt, wenn einer von beiden zu stark wird, braucht es noch einen mittleren Zustand, in dem beide Triebe ausgewogen sind. Erst in diesem Zustand ist es dem Menschen möglich, Freiheit zu erleben, da er nicht durch einen seiner beiden Grundtriebe bestimmt ist, sondern sich in einem Zustand aller Möglichkeiten befindet (20. und 21. Brief). Diese Ausführungen führen Schiller zu moralphilosophischen Überlegungen, denn in diesem Zustand der Freiheit wird es dem Menschen durch entsprechende ästhetische Erziehung quasi automatisch zum Bedürfnis, in „edler“ Weise moralisch zu handeln (23. Brief).

## Aktualität

### Pädagogische Anthropologie
Bevor der Mensch anfängt, in Worten und Kategorien zu denken, nimmt er seine Umwelt über die Sinne seines Körpers wahr. Er be„greift“ und er„fasst“ seine Umwelt im wörtlichen Sinn und eignet sie sich somit an. Die Sinne sind die Schnittstelle zwischen Mensch und Umwelt, sinnliche Wahrnehmung ist die Voraussetzung für Kommunikation mit der Umwelt. Durch sinnliche Wahrnehmung erhält der Mensch eine Vorstellung von der Welt, entdeckt Zusammenhänge und gewinnt an Erkenntnis. Jedoch brauchen die Sinne Anregung und Übung, um nicht zu verkümmern. Sie müssen (aus)gebildet werden, damit Verarbeitungsprozesse im Gehirn trainiert werden. Damit ist eine sinnlich ästhetische Erziehung notwendig. Wahrnehmung ist ein ganzheitlicher und aktiver Prozess, Sinne und Vernunft sind nicht voneinander abkoppelbar und bilden eine Einheit (vgl. Zimmer 2000, S. 19 ff.).
Erst über die sinnliche Wahrnehmung entwickelt der Mensch Sprache und damit „Vernunft“ und erst durch „Vernunft“ ist es dem Menschen möglich „sinnvoll“ und damit „moralisch“ zu handeln. Dies stimmt überein mit Schiller, wenn er behauptet, „es gibt keinen anderen Weg, den sinnlichen Menschen vernünftig zu machen, als dass man denselben zuvor ästhetisch macht“ (23. Brief). Verlässt man den Begriff der Schönheit als Synonym für Ästhetik und benutzt stattdessen die wörtliche Bedeutung „sinnliche Wahrnehmung“ (griech. aisthesis), wird Schillers Theorie für diesen Blickpunkt klarer.

### Politische Theorie und Soziologie
Schiller setzt sich in seiner Vorstellung über die „ästhetische Erziehung“ zwar nicht wörtlich, aber doch deutlich mit den Geschehnissen der Französischen Revolution auseinander. Er versucht, die gesellschaftliche Gegenwart zu erklären und wie und warum sie sich auf diese Weise entwickelt hat. Er findet den Ausweg aus der Barbarei der Aristokratie wie auch der Bourgeoisie, indem der Charakter des Menschen durch das Schöne veredelt wird und der Mensch damit zu persönlicher Freiheit gelangen kann und schließlich, wenn es genügend dieser freien Menschen gibt, auch dem sozialen und politischen Gefüge zur Freiheit verholfen werden kann.
Dem „ästhetischen“ Menschen wird es quasi automatisch zum Bedürfnis, moralisch zu handeln, so Schiller im 23. Brief. Ästhetische Erziehung hat zum Ziel, den jungen Menschen die eigene ästhetische Sinnestätigkeit sowie ihr ästhetisch-kulturelles Milieu bewusst zu machen als Voraussetzung für den empfindenden, verstehenden und urteilenden Erwachsenen in Natur und Gesellschaft.

### Ästhetik
Schiller setzt Ästhetik mit Schönheit gleich, so schreibt er in einem Brief an seinen Freund Körner 1792, dass Schönheit die Freiheit der Erscheinung sei.
Die unterschiedlichen Formen von Schönheit, die Schiller im 16. Brief unterscheidet, die „ideale“ Schönheit gegenüber der „realen“ Schönheit, die sich in „schmelzende“ und „energische“ Schönheit, Schönheit im engeren Sinn und Erhabenheit teilt, erscheinen hypothetisch und sind schwierig zu beurteilen.
Schiller betrachtet ebenso wie Hegel oder Kant die Objektschönheit, das Wesen der Schönheit, sowie die Subjektästhetik, die Wirkung von Schönheit, gesondert voneinander.
Die moderne Kritik am Schönheitsbegriff richtet sich dagegen, Kunst mit der ästhetischen Wertkategorie „schön“ oder „hässlich“ zu belegen, da diese Begriffe subjektive Qualitäten haben, Kunst aber als substanziell gesehen wird. Z. B. in der Warenästhetik verblasst der „schöne Schein“ als moralischer Anspruch und wird schnell zu einem Instrument manipulierbarer Täuschungen. Allerdings wird das Vorhandensein des Schönen als Phänomen nicht in Frage gestellt.

### Werk im Volltext
- Ueber die ästhetische Erziehung des Menschen im Projekt Gutenberg-DE
- Über die ästhetische Erziehung des Menschen bei Zeno.org.
- books.google.com
- Wissen im Netz - Über die ästhetische Erziehung des Menschen, in einer Reihe von Briefen
- 1. Teil; 1. bis 9. Brief Digitalisat und Volltext im Deutschen Textarchiv; 2. Teil; 10. bis 16. Brief Digitalisat und Volltext im Deutschen Textarchiv; 3. Teil; 17. bis 27. Brief Digitalisat und Volltext im Deutschen Textarchiv